# Leutesdorf
Leutesdorf település Németországban, Rajna-vidék-Pfalz tartományban. Lakosainak száma 1775 fő (2023. december 31.).

## Népesség
A település népességének változása:
| Lakosok száma | 2203 | 1809 | 1739 | 1720 | 1694 | 1746 | 1775 |
|               | 1975 | 2010 | 2017 | 2019 | 2021 | 2022 | 2023 |